# Kurupedion

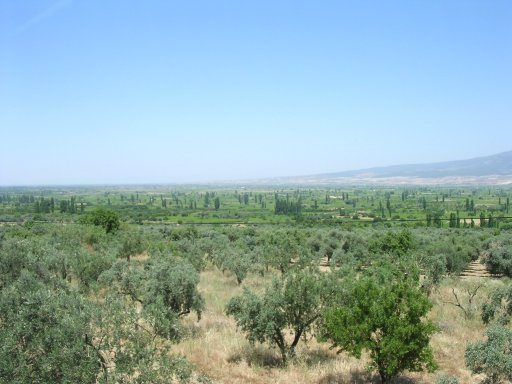
Die Ebene von Kurupedion

Kurupedion (griech. Κούρου πεδίον „Kyrosfeld“) ist der antike Name einer Ebene in Lydien nördlich von Magnesia am Sipylos, östlich der Mündung des Hyllos in den Hermos (heute Gediz). Auf dieser Ebene wurden in der Antike zwei für die Diadochenreiche entscheidende Schlachten geschlagen. 281 v. Chr. besiegte Seleukos I. Nikator in der Schlacht von Kurupedion seinen Rivalen Lysimachos. 190 v. Chr. besiegten der römische Konsul Lucius Cornelius Scipio Asiaticus und sein Verbündeter, König Eumenes II. von Pergamon, in der Schlacht bei Magnesia den Seleukiden Antiochos III.